# Earl Eby
Earl William Eby (Aurora, 18 novembre 1894 – Pottstown, 14 dicembre 1970) è stato un mezzofondista statunitense specializzato negli 800 metri piani, disciplina in cui ha vinto la medaglia d'argento ai Giochi olimpici di Anversa 1920.

## Palmarès
| Anno | Manifestazione  | Sede    | Evento    | Risultato | Prestazione | Note |
| ---- | --------------- | ------- | --------- | --------- | ----------- | ---- |
| 1920 | Giochi olimpici | Anversa | 800 metri | Argento   | 1'53"6      |      |